# Skateboard della Street League
Street League Skateboarding (SLS) è una serie di tornei internazionali di skateboard che coinvolge i migliori skater professionisti. I partecipanti competono per vincere il più alto premio in denaro mai offerto nel mondo dello skateboard. La competizione è stata fondata da Rob Dyrdek, noto skater professionista e imprenditore. I percorsi utilizzati nelle gare SLS sono progettati e realizzati da California Skateparks.

## Storia
L'idea alla base di SLS è nata quando Rob Dyrdek, insoddisfatto delle competizioni di skateboard professionistico da strada, ha cercato di risolvere le lacune del sistema esistente. Per farlo, ha ideato l'SLS. Al momento del suo lancio nel 2010, Dyrdek ha dichiarato: "È sempre stato un mio sogno creare un tour professionale che colmasse il divario tra il vero street skateboarding e il pattinaggio da competizione, che fino ad oggi è stato frammentato e confuso".
L'anno inaugurale degli SLS è stato caratterizzato da un tour di quattro tappe nelle arene, iniziato alla Jobing.com Arena di Glendale, in Arizona, il 28 agosto 2010. Le altre sedi del tour inaugurale furono la Citizens Business Bank Arena di Ontario, California, l'11 settembre 2010, e il Thomas & Mack Center di Las Vegas, Nevada, il 25 settembre 2010.
Il campione del mondo Super Crown del 2011 è stato Sean Malto, che ha battuto Nyjah Huston aggiudicandosi la sua prima vittoria nella Street League e il primo premio da 200.000 dollari . Huston vinse la competizione nel 2012, oltre a un orologio da campionato e un set di anelli di Nixon Watches e un veicolo Chevy Sonic .
Nel maggio 2013, GoPro è stata annunciata come sponsor ufficiale del tour internazionale SLS 2013. L'azienda, che sponsorizza gli skater Ryan Sheckler e Malto, ha utilizzato le sue telecamere per trasmettere in diretta gli eventi nazionali americani, offrendo anteprime dei percorsi e momenti salienti in tempo reale. Fino al 19 maggio 2013, Nyjah Huston aveva vinto più premi in denaro di qualsiasi altro skater nella storia.
Anche il campione del mondo Super Crown 2013, Chris Cole, ha ottenuto la sua prima vittoria in carriera nella SLS all'inizio del 2013, alla tappa della Street League agli X Games di Monaco di Baviera, in Germania. Huston e Luan Oliveira si sono classificati rispettivamente secondo e terzo. Paul Rodriguez ha vinto la sua seconda tappa SLS a Portland, Oregon nel luglio 2013.
Nel marzo 2014, SLS ha firmato un accordo di trasmissione con Fox Sports 1.
Nel 2018, la SLS ha annunciato una partnership con World Skate, in base alla quale è diventata la serie ufficiale del tour mondiale e il campionato mondiale dell'organismo fino al 2020. L'SLS World Tour è diventato anche il principale percorso di qualificazione per lo skateboard alle Olimpiadi estive del 2020 . La mossa è stata criticata da Tim McFerran, presidente del World Skateboarding Grand Prix (che aveva tentato di negoziare con il suo stesso organismo, la World Skateboarding Federation, come organismo sanzionatorio per lo skateboard olimpico), citando la natura su invito degli eventi e le preoccupazioni che avrebbero mantenuto un quasi monopolio sullo skateboard professionistico e sugli atleti che competono alle Olimpiadi.
Nel maggio 2019 è stato annunciato che lo skateboard sarebbe stato escluso dai Giochi Panamericani del 2019, in quanto Panam Sports ha citato la decisione di SLS e World Skate di programmare un evento del World Tour in aperto conflitto con il programma dei Giochi e di non far sì che i Giochi Panamericani fossero un evento qualificante per le Olimpiadi. La Panam Sports ha sostenuto che queste decisioni hanno diminuito la qualità del campo e hanno mostrato una "mancanza di rispetto" da parte delle entità.
Nel 2020, SLS si è fusa con Nitro Circus e Superjacket Productions per formare Thrill One Sports and Entertainment con The Raine Group. A sua volta è stata acquisita da Fiume Capital e Juggernaut Capital Partners di Lorenzo Fertitta, con il co-investimento di Dana White . Nel 2023, come conseguenza dell'acquisizione, le trasmissioni degli eventi SLS sono state spostate sulla piattaforma video alt-tech Rumble nel 2023.

## Panoramica
I concorrenti della SLS accumulano punti a ogni tappa pre-campionato e solo i primi otto classificati competono nell'evento del campionato. Nella stagione 2023, la SLS ha adottato un nuovo formato che prevede un formato a eliminazione diretta durante le finali per aiutare a costruire rivalità.
Il montepremi SLS è il più grande nella storia dello skateboard professionistico competitivo, e valeva 1,6 milioni di dollari nel 2011.

## SLSF e SLSCSP
Nel 2013 è stata fondata la Street League Skateboarding Foundation (SLSF) con l'obiettivo di aumentare la partecipazione allo skateboard a livello globale. La Fondazione aiuta i comuni e le organizzazioni non profit nella progettazione, nello sviluppo e nella costruzione di Skate Plaza legali, oltre ad aiutare nella creazione di programmi comunitari ed educativi che promuovono lo skateboard.
Un'estensione della SLS, la "Street League Skateboarding Certified Skate Parks" (SLSCSP) ha costruito tre piazze nel 2013. Le piazze diventeranno in seguito le sedi delle gare di qualificazione televisive e amatoriali dell'SLS. Le località includono Erie, Colorado; lo skatepark di Kennesaw a Kennesaw, Georgia; e Lake Havasu City, Arizona .

## Tour mondiali SLS

### Street League Skateboarding Super Crown, maschile: Jacksonville, FL, USA
13-14 novembre 2021.
| Rango | Pattinatore         | Punto |
| ----- | ------------------- | ----- |
| 1°    | Il signor Eaton     | 27.5  |
| 2°    | Lucas Rabelo        | 27.3  |
| 3°    | Gustavo Ribeiro     | 26.3  |
| 4°    | La signorina Huston | 26.2  |
| 5°    | Kelvin Hoefler      | 24.7  |
| 6°    | Shane O'Neill       | 17.5  |
| 7°    | Filippo Gustavo     | 13.3  |
| 8°    | Alex Midler         | 13.1  |

### Street League Skateboarding Super Crown, Donna: Jacksonville, Florida, Stati Uniti
13-14 novembre 2021.
| Rango | Pattinatore             | Punto |
| ----- | ----------------------- | ----- |
| 1°    | Pamela Rosa             | 21.8  |
| 2°    | La Rayssa Leal          | 19.2  |
| 3°    | Momiji Nishiya          | 19.1  |
| 4°    | Samarria Brevard        | 18.6  |
| 5°    | Roos Zwetsloot          | 16.4  |
| 6°    | Caramella Jacobs        | 14.4  |
| 7°    | Funa Nakayama           | 14    |
| 8°    | Lascia che Oldenbeuving | 13.4  |

### Street League Skateboarding, maschile: Lake Havasu, AZ, USA
29-30 ottobre 2021.
| Rank | Skater         | Score |
| ---- | -------------- | ----- |
| 1st  | Nyjah Huston   | 27.3  |
| 2nd  | Dashawn Jordan | 26.8  |
| 3rd  | Felipe Gustavo | 26.3  |
| 4th  | Jagger Eaton   | 25.3  |
| 5th  | Micky Papa     | 24.0  |
| 6th  | Alex Midler    | 23.7  |
| 7th  | Lucas Rabelo   | 23.6  |
| 8th  | Chris Joslin   | 4.5   |

### Street League Skateboarding, Donne: Lake Havasu, AZ, USA
29-30 ottobre 2021.
| Rango | Pattinatore             | Punto |
| ----- | ----------------------- | ----- |
| 1°    | La Rayssa Leal          | 19.2  |
| 2°    | Momiji Nishiya          | 18.5  |
| 3°    | Funa Nakayama           | 16.1  |
| 4°    | Pamela Rosa             | 16.1  |
| 5°    | Roos Zwetsloot          | 13.6  |
| 6°    | Gabriela Mazzetta       | 13.0  |
| 7°    | Mariah Duran            | 12.0  |
| 8°    | Lascia che Oldenbeuving | 8.2   |

### Street League World Tour, femminile: Salt Lake City, USA.
28 agosto 2021.
| Rango | Pattinatore             |
| ----- | ----------------------- |
| 1°    | La Rayssa Leal          |
| 2°    | Funa Nakayama           |
| 3°    | Roos Zwetsloot          |
| 4°    | Pamela Rosa             |
| 5°    | Lascia che Oldenbeuving |
| 6°    | Mariah Duran            |
| 7°    | Momiji Nishiya          |
| 8°    | Caramella Jacobs        |

### Street League World Tour, maschile: Salt Lake City, USA.
28 agosto 2021
| Rango | Pattinatore                 |
| ----- | --------------------------- |
| 1°    | Gustavo Ribeiro             |
| 2°    | La signorina Huston         |
| 3°    | Alex Midler                 |
| 4°    | 1960-1969 di Kelvin Hoefler |
| 5°    | Filippo Gustavo             |
| 6°    | Il mio amico Jamie Foy      |
| 7°    | Filippo Mota                |
| 8°    | Chris Joslin                |

### Lega di strada non autorizzata 2
26 aprile 2021.
| Rango | Pattinatore              |
| ----- | ------------------------ |
| 1°    | Ishod Wair               |
| 2°    | Chris Joslin             |
| 3°    | Milton Martinez          |
| 4°    | Elia Berle               |
| 5°    | Tom Asta                 |
| 6°    | Dashawn Giordano         |
| 7°    | Luigi Lopez              |
| 8°    | Aurélien Giraud          |
| 9°    | Il mondo di Taylor Kirby |
| 10°   | Mason Silva              |

## Tour mondiale SLS 2020

### Lega di strada non autorizzata
28 dicembre 2020.
| Rango | Pattinatore                 |
| ----- | --------------------------- |
| 1°    | Dashawn Giordano            |
| 2°    | Il mio amico Jamie Foy      |
| 3°    | Manny Santiago              |
| 4°    | Filippo Gustavo             |
| 5°    | Torey Pudwill               |
| 6°    | Carlos Ribeiro              |
| 7°    | Matt Berger                 |
| 8°    | Paolo Rodríguez             |
| 9°    | 1960-1969 di Kelvin Hoefler |
| 10°   | Ishod Wair                  |

## Tour mondiale SLS 2019

### Campionati mondiali di Street League, Maschile: San Paolo, Brasile
19-22 settembre 2019.
| Rango | Pattinatore                 |
| ----- | --------------------------- |
| 1°    | La signorina Huston         |
| 2°    | Yuto Horigome               |
| 3°    | Gustavo Ribeiro             |
| 4°    | 1960-1969 di Kelvin Hoefler |
| 5°    | Il mio amico Jamie Foy      |
| 6°    | Yukito Aoki                 |
| 7°    | Angelo Caro                 |
| 8°    | Dashawn Giordano            |

### Campionati mondiali di Street League, Donne: San Paolo, Brasile
19-22 settembre 2019.
| Rango | Pattinatore        |
| ----- | ------------------ |
| 1°    | Pamela Rosa        |
| 2°    | La Rayssa Leal     |
| 3°    | Aori Nishimura     |
| 4°    | Caramella Jacobs   |
| 5°    | Mariah Duran       |
| 6°    | Gabi Mazzetto      |
| 7°    | Alexis Sablone     |
| 8°    | Autore: Yumeka Oda |

### World Skate Street League Pro Tour, maschile: Los Angeles, USA
Dal 24 al 29 luglio 2019.
| Rank | Skater          |
| ---- | --------------- |
| 1st  | Yuto Horigome   |
| 2nd  | Maurio McCoy    |
| 3rd  | Vincent Milou   |
| 4th  | Giovanni Vianna |
| 5th  | Carlos Ribeiro  |
| 6th  | Sora Shirai     |
| 7th  | Kelvin Hoefler  |
| 8th  | Nyjah Huston    |

### World Skate Street League Pro Tour, Femminile: Los Angeles, USA
Dal 24 al 29 luglio 2019.
| Rango | Pattinatore        |
| ----- | ------------------ |
| 1°    | La Rayssa Leal     |
| 2°    | Pamela Rosa        |
| 3°    | Alana Fabbro       |
| 4°    | Aori Nishimura     |
| 5°    | Margielyn Didal    |
| 6°    | Letizia Bufoni     |
| 7°    | Alexis Sablone     |
| 8°    | Autore: Yumeka Oda |

### Street League World Skate, Uomini: Londra, Regno Unito
25-26 maggio 2019.
| Rango | Pattinatore                 |
| ----- | --------------------------- |
| 1°    | La signorina Huston         |
| 2°    | Gustavo Ribeiro             |
| 3°    | Shane O'Neill               |
| 4°    | 1960-1969 di Kelvin Hoefler |
| 5°    | Manny Santiago              |
| 6°    | Matt Berger                 |
| 7°    | Sora Shirai                 |
| 8°    | Luigi Lopez                 |

| Rango | Pattinatore           |
| ----- | --------------------- |
| 1°    | Aori Nishimura        |
| 2°    | Letizia Bufoni        |
| 3°    | Leone Baker           |
| 4°    | Mariah Duran          |
| 5°    | Virginia Fortes Aguas |
| 6°    | Pamela Rosa           |
| 7°    | Karen Feitosa         |
| 8°    | Alexis Sablone        |

## Tour mondiale SLS 2018
| Rango | Pattinatore                 |
| ----- | --------------------------- |
| 1°    | Yuto Horigome               |
| 2°    | Dashawn Giordano            |
| 3°    | 1960-1969 di Kelvin Hoefler |
| 4°    | Segna Suciu                 |
| 5°    | Chris Joslin                |
| 6°    | Vincent Milou               |
| 7°    | La signorina Huston         |
| 8°    | Shane O'Neill               |

| Rango | Pattinatore         |
| ----- | ------------------- |
| 1°    | Yuto Horigome       |
| 2°    | Chris Joslin        |
| 3°    | Kevin Hofeler       |
| 4°    | La signorina Huston |
| 5°    | Manny Santiago      |
| 6°    | Tommy Fynn          |
| 7°    | Filippo Gustavo     |
| 8°    | Sion Wright         |

### Street league pro open, maschile: Londra, Regno Unito
26-28 maggio 2018.
| Rango | Pattinatore     |
| ----- | --------------- |
| 1°    | Yuto Horigome   |
| 2°    | Vincent Milou   |
| 3°    | Kevin Hofeler   |
| 4°    | Tiago Lemos     |
| 5°    | Trent McClung   |
| 6°    | Ivan Monteiro   |
| 7°    | Gustavo Ribeiro |
| 8°    | Filippo Gustavo |

| Rango | Pattinatore      |
| ----- | ---------------- |
| 1°    | attrice          |
| 2°    | Leone Baker      |
| 3°    | Mariah Duran     |
| 4°    | Pamela Rosa      |
| 5°    | Caramella Jacobs |
| 6°    | Alexis Sablone   |
| 7°    | Samarria Brevard |
| 8°    | Margielyn Didal  |

## Tour mondiale Nike SB SLS 2017

### SLS Nike SB Pro Open: Barcellona, Spagna
20-21 maggio 2017.
| Rango | Pattinatore                 | Punto |
| ----- | --------------------------- | ----- |
| 1°    | La signorina Huston         | 35.0  |
| 2°    | Shane O'Neill               | 34.7  |
| 3°    | Yuto Horigome               | 31.6  |
| 4°    | 1960-1969 di Kelvin Hoefler | 30.9  |
| 5°    | Tiago Lemos                 | 25.5  |
| 6°    | Dashawn Giordano            | 18.9  |
| 7°    | Matt Berger                 | 17.8  |
| 8°    | Filippo Gustavo             | 17.5  |

24 giugno 2017.
| Rango | Pattinatore                 | Punto |
| ----- | --------------------------- | ----- |
| 1°    | La signorina Huston         | 36.1  |
| 2°    | Yuto Horigome               | 35.5  |
| 3°    | Carlos Ribeiro              | 34.2  |
| 4°    | Chris Joslin                | 33.9  |
| 5°    | 1960-1969 di Kelvin Hoefler | 32.9  |
| 6°    | Miglia di Silva             | 32.1  |
| 7°    | Dashawn Giordano            | 31.4  |
| 8°    | Torey Pudwill               | 19.5  |

### Seconda tappa del SLS Nike SB World Tour: Chicago, Illinois
13 agosto 2017.
| Rango | Pattinatore         | Punto |
| ----- | ------------------- | ----- |
| 1°    | Dashawn Giordano    | 33.8  |
| 2°    | Torey Pudwill       | 33.3  |
| 3°    | Shane O'Neill       | 33.0  |
| 4°    | La signorina Huston | 32.7  |
| 5°    | Tiago Lemos         | 26.8  |
| 6°    | Tommy Fynn          | 24.3  |
| 7°    | Ishod Wair          | 18.8  |
| 8°    | Sean Malto          | 7.2   |

### SLS Nike SB Pro Open: Barcellona, Spagna
21-22 maggio 2016.
| Rango | Pattinatore         | Punto |
| ----- | ------------------- | ----- |
| 1°    | Shane O'Neill       | 34.8  |
| 2°    | La signorina Huston | 34.7  |
| 3°    | Cody McEntire       | 31.8  |
| 4°    | Paolo Rodríguez     | 31.0  |
| 5°    | Luan Oliviera       | 29.9  |
| 6°    | Ryan Decenzo        | 28.9  |
| 7°    | Chaz Ortiz          | 28.4  |
| 8°    | Chris Joslin        | 22.2  |

### SLS Nike SB World Tour Tappa Uno: Monaco, Germania
2 luglio 2016.
| Rango | Pattinatore         | Punto |
| ----- | ------------------- | ----- |
| 1°    | Paolo Rodríguez     | 34.0  |
| 2°    | Luan Oliveira       | 32.7  |
| 3°    | La signorina Huston | 32.1  |
| 4°    | Tom Asta            | 30.4  |
| 5°    | Tiago Lemos         | 27.2  |
| 6°    | Shane O'Neill       | 24.9  |
| 7°    | Carlos Ribeiro      | 22.7  |
| 8°    | Ryan Decenzo        | 21.1  |

### Seconda tappa del SLS Nike SB World Tour: Newark, New Jersey
28 agosto 2016.
| Rango | Pattinatore         | Punto |
| ----- | ------------------- | ----- |
| 1°    | La signorina Huston | 36.0  |
| 2°    | Chris Joslin        | 34.1  |
| 3°    | Tommy Fynn          | 30.1  |
| 4°    | Luan Oliveira       | 29.9  |
| 5°    | Carlos Ribeiro      | 29.0  |
| 6°    | Chris Cole          | 24.3  |
| 7°    | Evan Fabbro         | 17.3  |
| 8°    | Paolo Rodríguez     | 14.5  |

### Campionato mondiale SLS Nike SB Super Crown: Los Angeles, California
2 ottobre 2016.
| Rango | Pattinatore         | Punto |
| ----- | ------------------- | ----- |
| 1°    | Shane O'Neill       | 36.4  |
| 2°    | La signorina Huston | 34.6  |
| 3°    | Cody McEntire       | 34.4  |
| 4°    | Luan Oliveira       | 33.5  |
| 5°    | Paolo Rodríguez     | 31.9  |
| 6°    | Tom Asta            | 31.4  |
| 7°    | Chris Joslin        | 27.7  |
| 8°    | Ryan Decenzo        | 19.1  |

## Tour mondiale Nike SB SLS 2015

### SLS Nike SB Pro Open: Barcellona, Spagna
16-17 maggio 2015.
| Rango | Pattinatore         | Correre | Il miglior trucco | Punto |
| ----- | ------------------- | ------- | ----------------- | ----- |
| 1°    | La signorina Huston | 8.5     | 17.1              | 34.2  |
| 2°    | Paolo Rodríguez     | 7.9     | 25.9              | 33.8  |
| 3°    | Evan Fabbro         | 7.4     | 25.0              | 32.4  |
| 4°    | Chaz Ortiz          | 8.3     | 24.0              | 32.3  |
| 5°    | Tom Asta            | 7.2     | 24.5              | 31.7  |
| 6°    | Manny Santiago      | 0,0     | 31.6              | 31.6  |
| 7°    | Shane O'Neill       | 12.5    | 18.0              | 30.5  |
| 8°    | Chris Cole          | 13.7    | 14.4              | 28.1  |

### Prima tappa del SLS Nike SB World Tour: Los Angeles, CA
11 luglio 2015.
| Rango | Pattinatore                 | Correre | Il miglior trucco | Punto |
| ----- | --------------------------- | ------- | ----------------- | ----- |
| 1°    | Luan Oliveira               | 17.1    | 17.1              | 34.2  |
| 2°    | La signorina Huston         | 8.4     | 25.6              | 34.0  |
| 3°    | Chaz Ortiz                  | 17.1    | 16.0              | 33.1  |
| 4°    | Cody McEntire               | 15.1    | 16.0              | 31.1  |
| 5°    | Chris Cole                  | 14.6    | 15.7              | 30.3  |
| 6°    | 1960-1969 di Kelvin Hoefler | 12.5    | 26.5              | 29.0  |
| 7°    | Ryan Decenzo                | 12.4    | 15.9              | 28.3  |
| 8°    | Evan Fabbro                 | 13.7    | 7.8               | 21.5  |

### Seconda tappa del SLS Nike SB World Tour: Newark, NJ
23 agosto 2015.
| Rango | Pattinatore                 | Correre | Il miglior trucco | Punto |
| ----- | --------------------------- | ------- | ----------------- | ----- |
| 1°    | Luan Oliveira               | 18.0    | 18.5              | 36.5  |
| 2°    | La signorina Huston         | 17.9    | 17.8              | 35.7  |
| 3°    | 1960-1969 di Kelvin Hoefler | 8.6     | 26.9              | 35.5  |
| 4°    | Ryan Decenzo                | 5.3     | 25,8              | 31.1  |
| 5°    | Chaz Ortiz                  | 12.4    | 17.1              | 29.5  |
| 6°    | Matt Berger                 | 5.8     | 21.8              | 27.6  |
| 7°    | Shane O'Neill               | 17.2    | 8.3               | 25.5  |
| 8°    | Paolo Rodríguez             | 7.5     | 8.2               | 15.7  |

### Campionato mondiale SLS Nike SB Super Crown: Chicago, Illinois
4 ottobre 2015.
| Rango | Pattinatore                 | Correre | Il miglior trucco | Punto |
| ----- | --------------------------- | ------- | ----------------- | ----- |
| 1°    | 1960-1969 di Kelvin Hoefler | 12.5    | 35,8              | 35,8  |
| 2°    | La signorina Huston         | 16.8    | 27.1              | 35.7  |
| 3°    | Luan Oliveira               | 16.1    | 18.0              | 34.1  |
| 4°    | Chaz Ortiz                  | 16.0    | 24.7              | 33.3  |
| 5°    | Shane O'Neill               | 15.1    | 17.4              | 32.5  |
| 6°    | Chris Cole                  | 14.6    | 16.5              | 31.1  |
| 7°    | Cody McEntire               | 15.3    | 15.4              | 30.7  |
| 8°    | Paolo Rodríguez             | 12.9    | 0,0               | 12.9  |

2010: Vincitore assoluto, Super Crown World Champion - Nyjah Huston 
1. ↑   skateboarding.transworld.net,  https://skateboarding.transworld.net/news/rob-dyrdek-announces-million-dollar-skate-contest/. URL consultato il 25 March 2010.
2. ↑   skateboarding.transworld.net,  https://skateboarding.transworld.net/news/street-league-2010-dc-pro-tour/. URL consultato il 24 May 2010.
3. ↑   espn.com,  https://www.espn.com/action/skateboarding/streetleague/2012/story/_/id/8305254/nyjah-huston-wins-finals-overall-title. URL consultato il 26 August 2012.
4. ↑   TWS, skateboarding.transworld.net,  http://skateboarding.transworld.net/1000183208/videos/street-league-2013-super-crown-finals-video/.
5. ↑   Blair Alley, skateboarding.transworld.net,  http://skateboarding.transworld.net/1000181449/news/paul-rodriguez-wins-street-league-portland/.
6. ↑   Copia archiviata, su streetleague.com. URL consultato il 17 marzo 2025 (archiviato dall'url originale il 28 ottobre 2015).
7. ↑   Inside the Games,  http://www.insidethegames.biz/articles/1065275/london-debut-for-world-skates-olympic-era-tour-keenly-awaited-but-controversy-still-has-wheels. URL consultato il 13 giugno 2019.
8. ↑   Inside the Games,  http://www.insidethegames.biz/articles/1064696/street-league-skateboarding-partnership-with-world-skate-criticised-by-head-of-rival-body. URL consultato il 13 giugno 2019.
9. ↑   Inside the Games,  http://www.insidethegames.biz/articles/1067112/street-league-skateboarding-season-to-continue-in-los-angeles. URL consultato il 13 giugno 2019.
10. ↑   nside the Games,  http://www.insidethegames.biz/articles/1065276/exclusive-wsf-president-criticises-tokyo-2020-skateboarding-qualifier-as-marketing-gimmick. URL consultato il 13 giugno 2019.
11. ↑   Inside the Games,  http://www.insidethegames.biz/articles/1079293/skateboarding-axed-from-lima-2019-pan-american-games-programme. URL consultato il 13 giugno 2019.
12. ↑  (EN) SportsPro,  https://www.sportspromedia.com/insights/features/thrill-one-sports-nitro-circus-street-league-stakeboarding-joe-carr-interview/. URL consultato il 14 marzo 2024.
13. ↑  (EN) ISSN 0261-3077 (WC · ACNP),  https://www.theguardian.com/sport/blog/2023/may/10/street-league-skateboarding-ufc-rumble-venture.
14. ↑  (EN)  https://www.wsj.com/articles/fiume-and-juggernaut-capital-buy-thrill-one-sports-in-300-million-deal-11658227500.
15. ↑   Copia archiviata, su prucenter.com. URL consultato il 17 marzo 2025 (archiviato dall'url originale il 3 febbraio 2014).
16. ↑   forbes.com,  https://www.forbes.com/sites/aliciajessop/2012/08/24/172/?sh=161838022a88.
17. ↑   Copia archiviata, su streetleague.com. URL consultato il 17 marzo 2025 (archiviato dall'url originale il 2 luglio 2014).
18. ↑   Copia archiviata, su streetleague.com. URL consultato il 17 marzo 2025 (archiviato dall'url originale il 7 febbraio 2014).
19. ↑   espn.com,  https://www.espn.com/action/skateboarding/news/story?page=nyjah-huston-street-league-interview. URL consultato l'8 Feb 2012.